# Monnickendam
Die Stadt Monnickendam gehört zur niederländischen Gemeinde Waterland in der Nähe von Amsterdam. Monnickendam hat 9.900 Einwohner (Stand: 1. Januar 2024).

## Geschichte
Bereits im 10. Jahrhundert lag hier, am Ende eines das Moor durchschneidenden Wasserlaufs, ein Dorf, das später durch Überschwemmungen unterging.
Monnickendam entstand wahrscheinlich bereits vor dem 13. Jahrhundert durch die Eindeichung eines kleinen Sees. Der im Jahre 1355 zur Stadt erhobene Ort ist nach den friesischen Mönchen, die sich hier niederließen, benannt. Schnell entwickelte sich die Stadt zu einem zentralen Fischereihafen der Zuiderzeefischerei. Die Stadt wurde trotz ihrer Mauern mehrere Male belagert und eingenommen. Im frühen 15. Jahrhundert soll eine Belagerung mit einem Blutbad einhergegangen sein, so dass es heute noch einen Straßennamen Kermersgracht („Wimmerergraben“) gibt. Im 16. und 17. Jahrhundert war auch der Ostseehandel bedeutend. Die Eindeichung der Zuiderzee bedeutete das Ende der Fischerei dort.
Dass es auch im 17. und 18. Jahrhundert bereits Umweltprobleme gab, bezeugt der Name eines Gewässers nordwestlich der Monnickendamer Innenstadt: Stinke Vuil („Stinkdreck“). In Graft-De Rijp waren damals viele Einwohner im Walfang beschäftigt. Der Tran wurde nach der Rückkehr der Walfangschiffe in Holland bearbeitet, ein Handwerk, bei dem üble Gerüche entstanden. Dabei wurden stinkende Abfallprodukte auf dazu bestimmte Felder gekippt oder gar ins Wasser. Der Kanalabschnitt zwischen De Rijp und der Zuiderzee bei Monnickendam erhielt deswegen diesen Namen. Heutzutage ist von dieser Wasserverschmutzung nichts mehr zu spüren.
In Monnickendam befindet sich das älteste bespielbare Glockenspiel der Welt. Die Kirche St. Nikolaus (Monnickendam) ist eine gotische Hallenkirche mit einer wertvollen historischen Hauptorgel.

## Historische Persönlichkeit: Hermann Jung
Hermann Jung, berühmter Prediger der Evangelisch-Lutherischen Kirche. Geboren wahrscheinlich in Brokreihe[-Nord], jetzt Ortsteil von Hodorf (Holstein), 1608 (oder 1609). Begraben in Monnickendam 7. Juni 1678. Freund von Johann Amos Comenius, Korrespondent von Philipp Jacob Spener. Hermann Jung wurde vom Prediger der kleinen lutherischen Gemeinde in Monnickendam zu einem bedeutenden Vertreter des frühen lutherischen Pietismus.

## Galerie

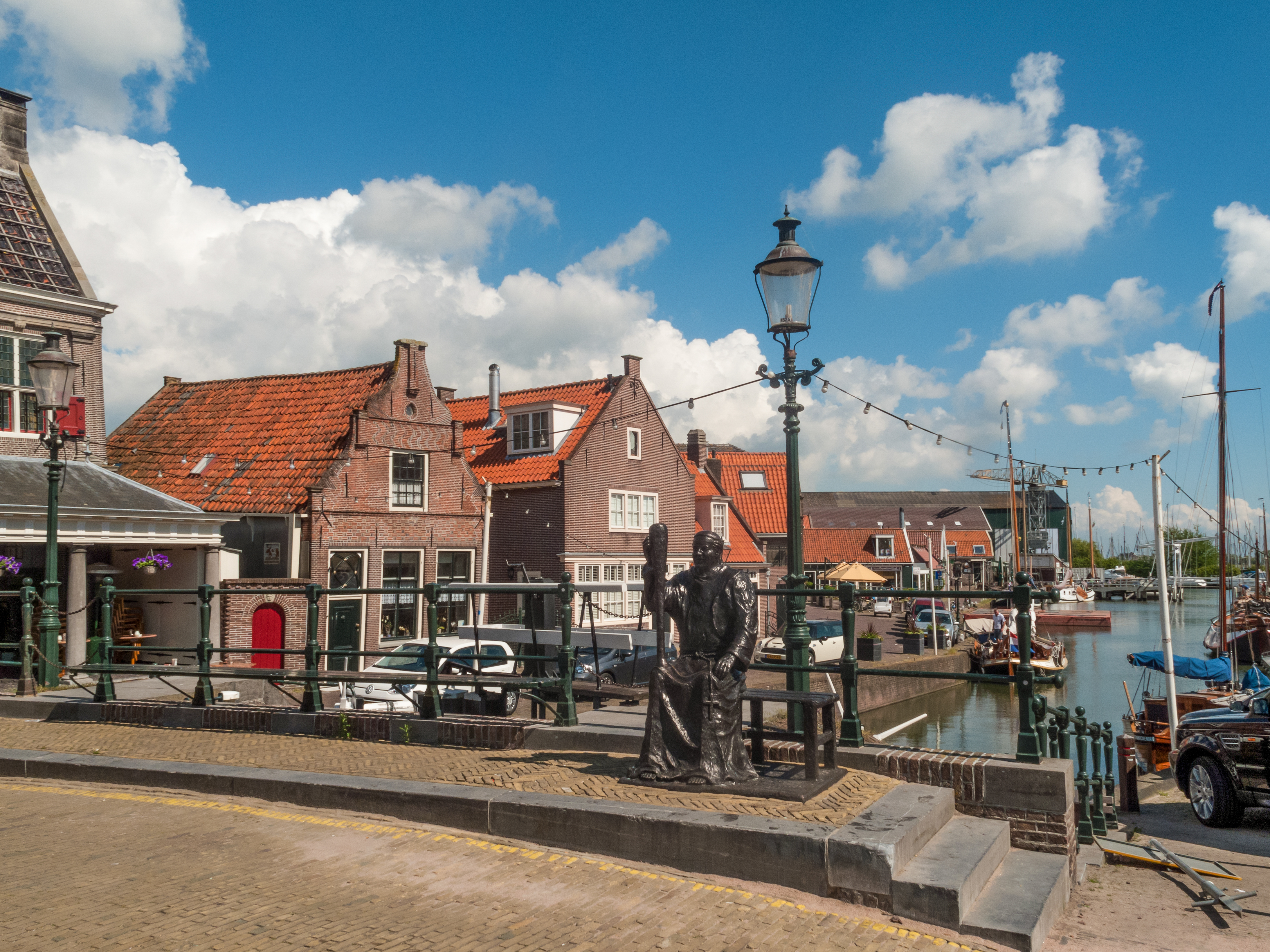
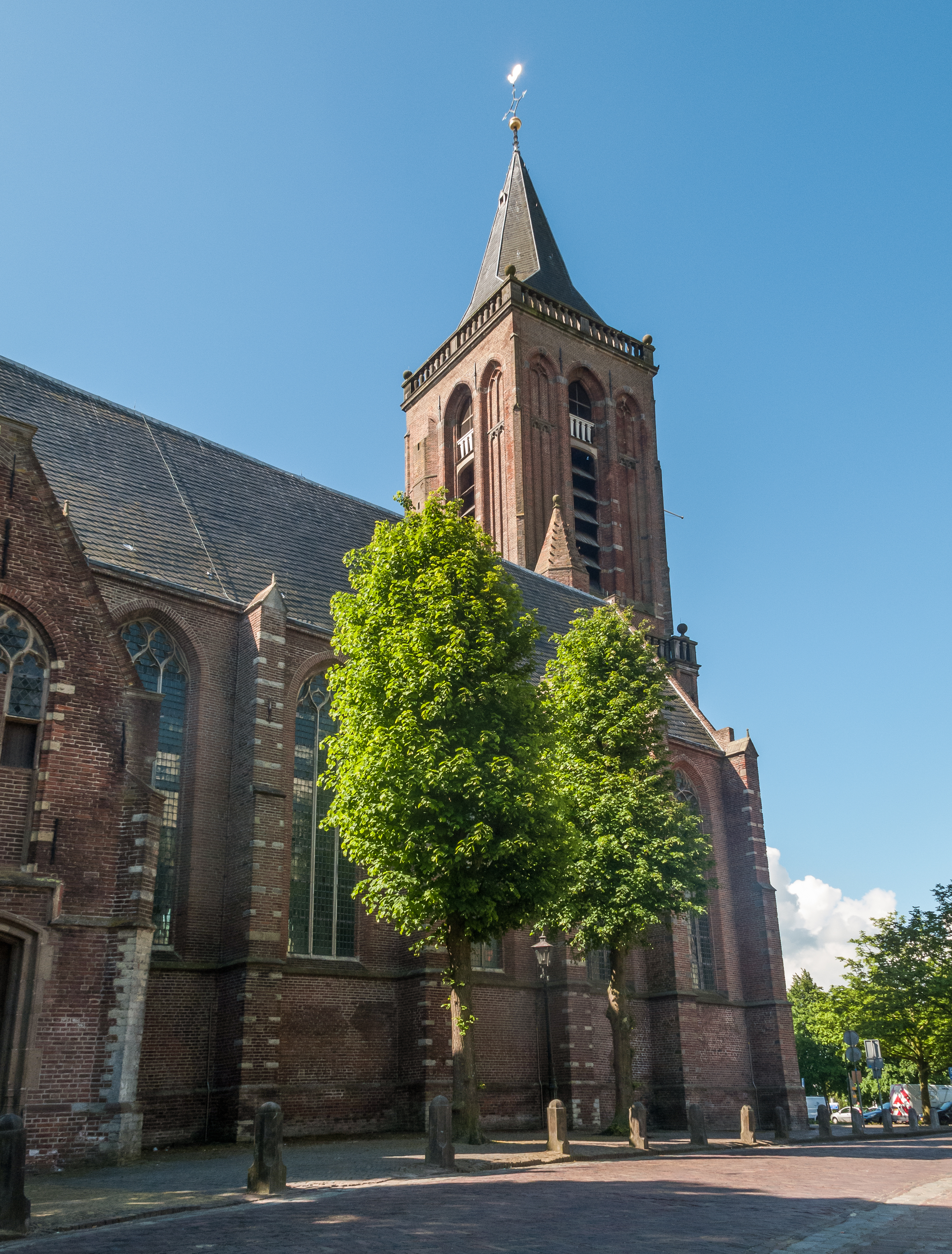
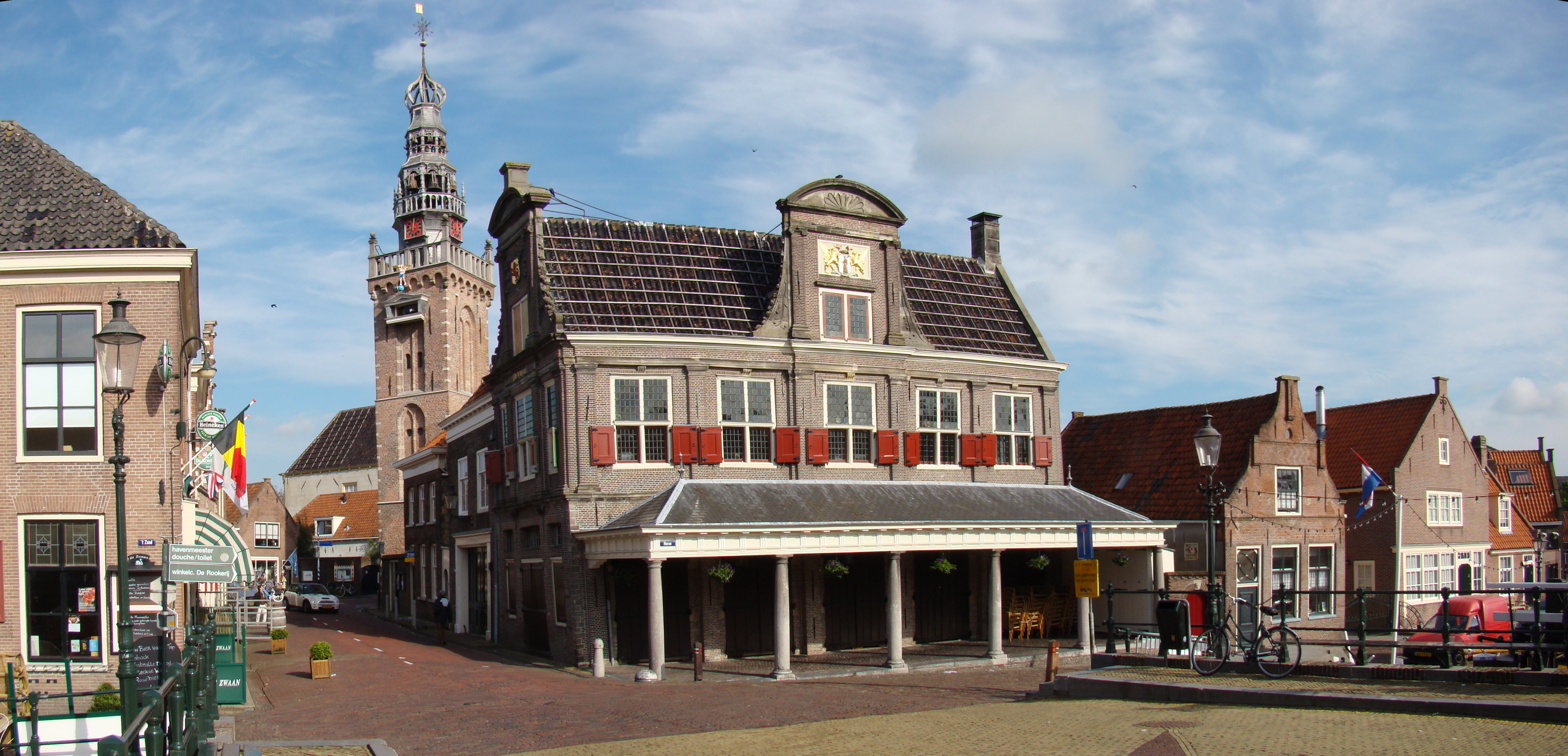
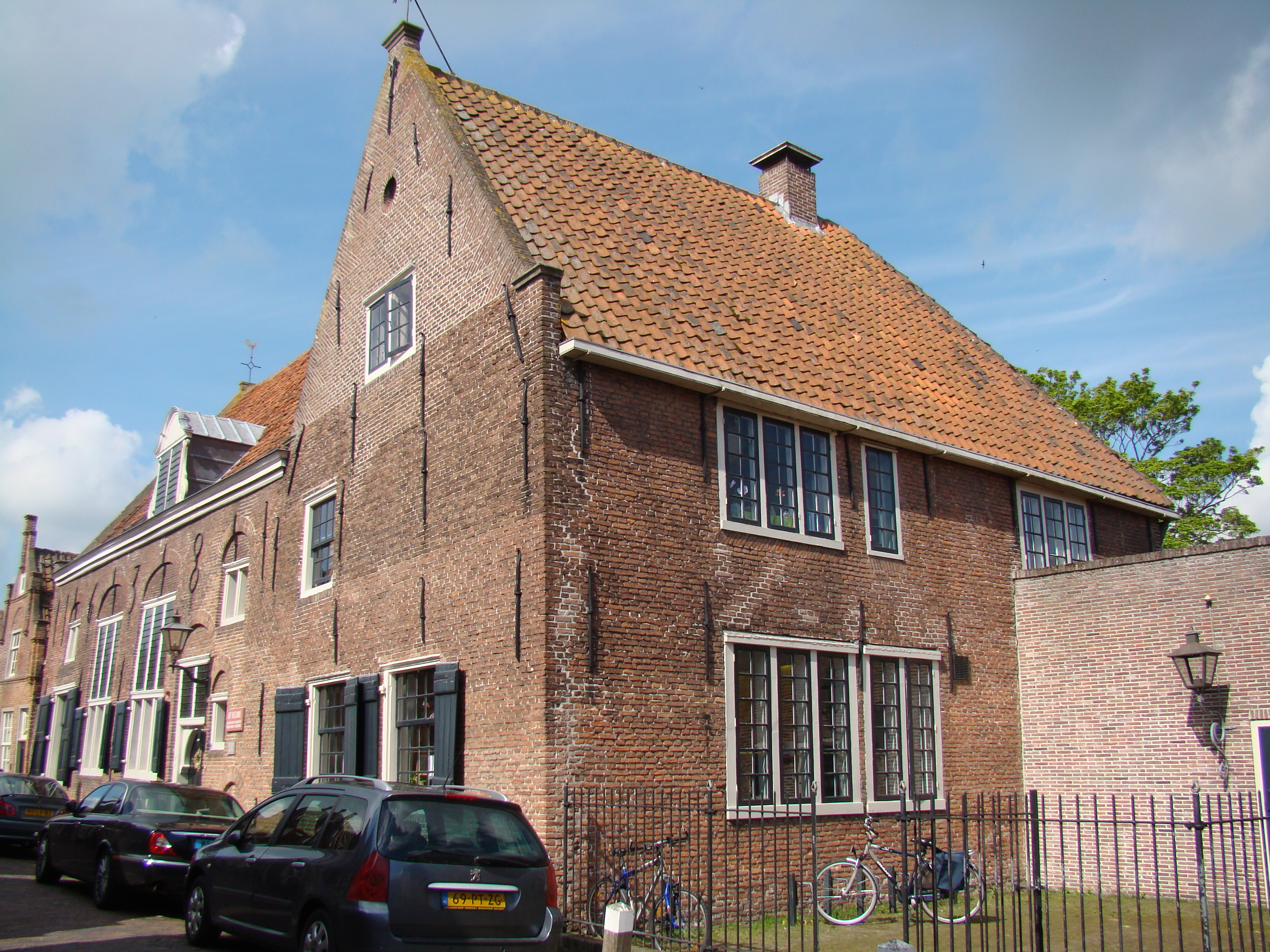
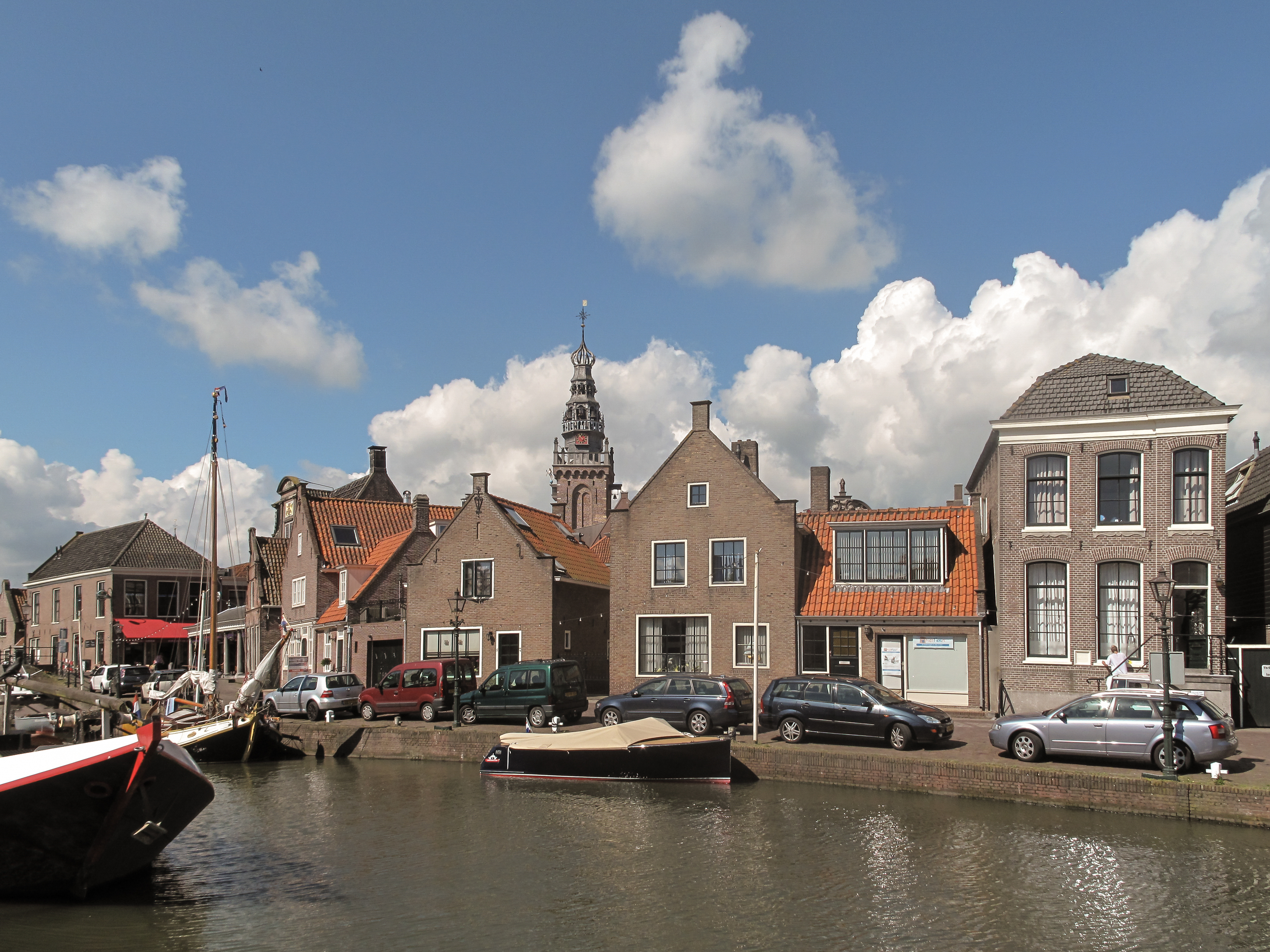
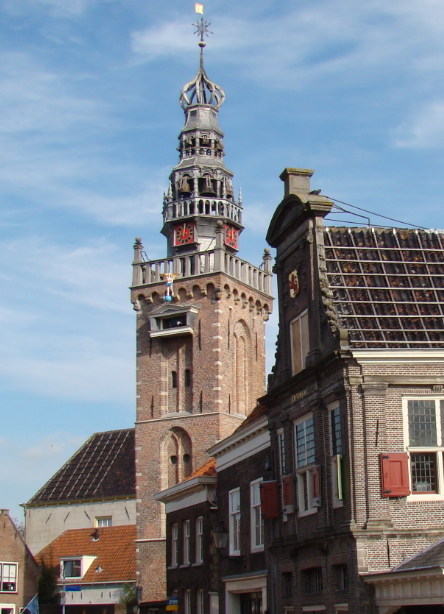
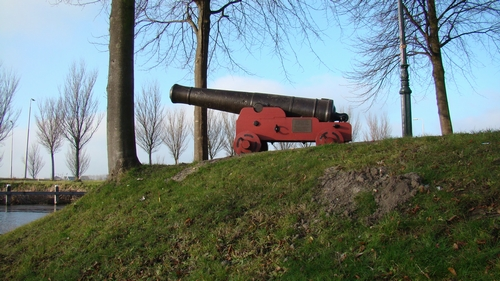
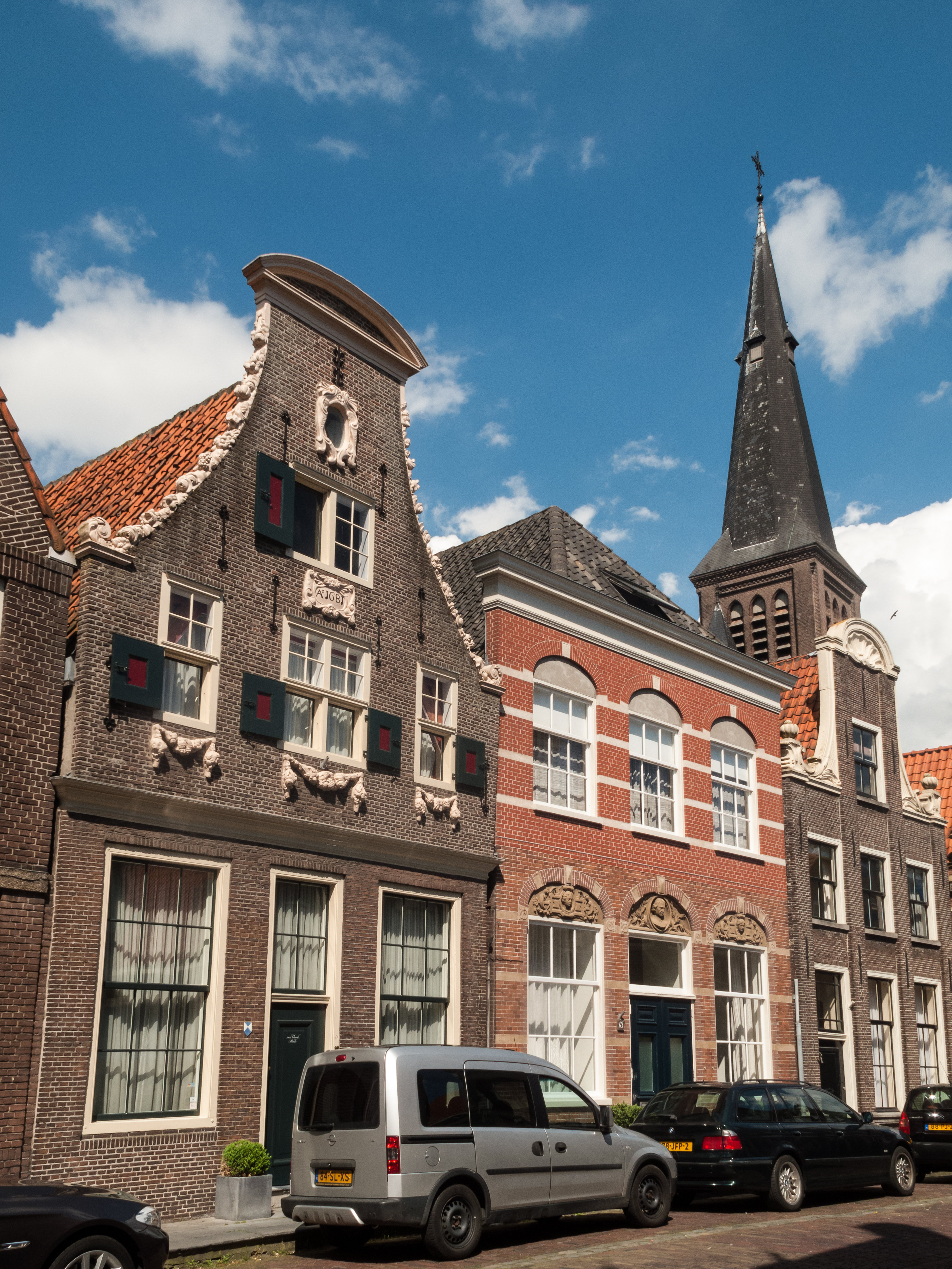

## Persönlichkeiten
- Martijn Kaars (* 1999), Fußballspieler